# Монтанехос
Монтанехос (ісп. Montanejos) — муніципалітет в Іспанії, у складі автономної спільноти Валенсія, у провінції Кастельйон. Населення — 618 осіб (2010).

## Географія
Муніципалітет розташований на відстані близько 270 км на схід від Мадрида, 41 км на захід від міста Кастельйон-де-ла-Плана.
На території муніципалітету розташовані такі населені пункти: (дані про населення за 2010 рік)
- Ла-Алькерія: 46 осіб
- Монтанехос: 572 особи

## Демографія
Динаміка населення (INE ):

## Галерея зображень

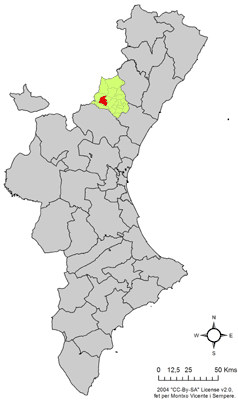
Розташування муніципалітету Монтанехос у автономній спільноті Валенсія
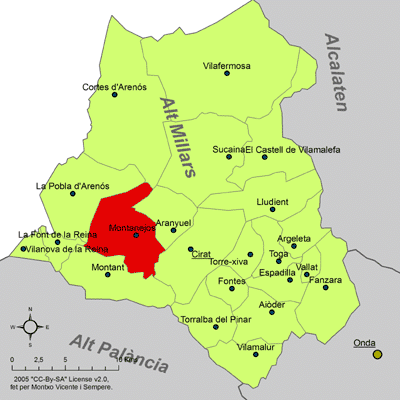
Розташування муніципалітету Монтанехос у комарці Альто-Міхарес